# Франсіско Ігнасіо Мадеро
Франсіско Ігнасіо Мадеро (30 жовтня 1873 , Parras de la Fuented, Коауїла  — 22 лютого 1913 , Мехіко ) — мексиканський державний і політичний діяч ліберального спрямування, президент Мексики з 6 листопада 1911 до 19 лютого 1913 року під час Мексиканської революції.

## Біографія
Франсіско Мадеро народився в сім'ї великого землевласника; сім'я Мадеро була однією з найбагатших в Мексиці. Навчався в єзуїтському колегіумі, а потім за кордоном — в Балтіморі, Версалі і Каліфорнійському університеті в Берклі. З 1904 року почав займатися політикою, показавши себе противником диктатури Порфіріо Діаса. У 1908 році організував Антиреелексіоніську партію, яка виступала проти переобрання Діаса.
Був одним з кандидатів на президентських виборах 1910 року, але під час виборів Мадеро і 5000 його прихильників були заарештовані. Після втечі з в'язниці, Мадеро прибув в Сан-Антоніо (Техас), де оголосив результати виборів недійсними і закликав народ Мексики до повстання, початок якого було намічено на 20 серпня 1910 г. (план «Сан-Луїс-Потосі»). У лютому 1911 році Мадеро приєднався до революційного загону Панчо Вільї в штаті Чіуауа. У травні 1911 року владу Діаса було повалено, а 6 листопада 1911 року президентом країни став Мадеро. Хоча він провів кілька важливих реформ (наприклад, санкціонував створення близького до анархо-синдикалізму Будинку робочих світу), помірно-ліберальна політика, яку він проподив на посаді президента, призвела до розбіжностей між Мадеро і його колишніми союзниками — радикальнішими революціонерами, такими, як Еміліано Сапата. У підсумку, ці чвари зробили і помірних, і радикальних революціонерів легкою здобиччю консервативних реакціонерів.
18 лютого 1913 року генерал Вікторіано Уерта вчинив переворот, в ході якого Мадеро і віце-президент Суарес були відсторонені від влади і через чотири дні застрелені.